# 中华隆背蟹
中华隆背蟹（学名：Carcinoplax sinica）为长脚蟹科隆背蟹属的动物。在中国大陆，分布于广西、广东等地，生活环境为海水，常见于水深100-150米的沙以及石底。其生存的海拔范围为-150至-100米。
其种加词sinica，意为“中华的”。